# 1958-as angol labdarúgókupa-döntő
Az 1958-as angol labdarúgókupa-döntőjét 1958. május 3-án játszotta egymás ellen a Bolton Wanderers és a Manchester United csapata. A Wembley Stadionban csaknem 100 000 néző előtt mérkőztek a csapatok Jack Sherlock játékvezetése mellett. A találkozót a Bolton nyerte 2-0-ra, Nat Lofthouse a 3. és az 55. percben is betalált, így duplázni tudott. A Manchester United egymás utáni második Fa-kupa döntőjét veszítette el az előző évi Aston Villa elleni vereséget követően.
A mérkőzést három hónappal a müncheni légikatasztrófát követően játszották, számtalan új játékossal és négy túlélővel a United csapatában. Az előző évi felálláshoz képest hat játékos hunyt el, ketten pedig még nem játszottak azon a mérkőzésen, illetve ketten még nem épültek fel ennek a találkozónak az idejére.
A második Bolton-gól jelentős viták forrása volt, mivel a Manchester United kapusa, Harry Gregg a második boltoni gól előtt a gólvonalon ütközött az ellenfél játékosával, mielőtt a labda a hálóba került volna. Abban az időben a kapusokat még kevésbé védte szabály a tizenhatoson belüli fizikai kontaktusoktól, így a mérkőzés játékvezetője végül megadta a találatot.
A Bolton játékosai közül minden játékos első kupagyőzelmüket ünnepelte, az öt évvel korábbi vesztes kupadöntőben csak Nat Lofthouse és Doug Holden lépett pályára.

## Út a döntőbe
| Bolton Wanderers                                                   | Bolton Wanderers        | Bolton Wanderers            | Manchester United           | Manchester United                                        | Manchester United           |
| Ellenfél                                                           | Gólszerző(k)            |                             |                             | Ellenfél                                                 | Gólszerző(k)                |
| ------------------------------------------------------------------ | ----------------------- | --------------------------- | --------------------------- | -------------------------------------------------------- | --------------------------- |
| 1958. január 4. Preston North End [D1] A 3–0                       | Stevens Parry (2)       | 3. forduló\|1958. január 4. | 3. forduló\|1958. január 4. | Workington [D3N] A 3–1                                   | Viollet (3)                 |
| 1958. január 25. York City [D3N] A 0–0                             |                         | 4. forduló                  | 4. forduló                  | 1958. január 25. Ipswich Town [D2] H 2–0                 | Charlton (2)                |
| 1958. január 29. York City \|D3 H 3–0                              | Birch Allcock (2)       | Újrajátszás                 | Újrajátszás                 | 1958. január 25. Ipswich Town [D2] H 2–0                 | Charlton (2)                |
| 1958. február 15. Stoke City [D2] H 3–1                            | Lofthouse Stevens Parry | 5. forduló                  | 5. forduló                  | 1958. február 19. Sheffield Wednesday [D1] H 3–0         | Brennan (2) Dawson          |
| 1958. március 1. Wolverhampton Wanderers [D1] H 2–1                | Stevens Parry           | Negyeddöntő                 | Negyeddöntő                 | 1958. március 22. West Bromwich Albion [D1] A 2–2        | Dawson Taylor               |
| 1958. március 1. Wolverhampton Wanderers [D1] H 2–1                | Stevens Parry           | Újrajátszás                 | Újrajátszás                 | 1958. március 5. West Bromwich Albion D1 H 1–0           | Webster                     |
| 1958. március 22. Blackburn Rovers [D2] Maine Road, Manchester 2–1 | Gubbins (2)             | Elődöntő                    | Elődöntő                    | 1958. március 22. Fulham [D2] Villa Park, Birmingham 2–2 | Charlton (2)                |
| 1958. március 22. Blackburn Rovers [D2] Maine Road, Manchester 2–1 | Gubbins (2)             | Újrajátszás                 | Újrajátszás                 | 1958. március 26. Fulham [D2] Highbury, London 5–3       | Dawson (3) Brennan Charlton |

## A mérkőzés
| 1958. május 3. |

| Bolton Wanderers  | 2–0               | Manchester United |
| ----------------- | ----------------- | ----------------- |
| Lofthouse 3' (55) | (1–0) Jegyzőkönyv |                   |

| Wembley Stadion, London Nézőszám: 99,756 |

| Bolton Wanderers | Manchester United |

|              |    |                   |  |
|              |    |                   |  |
| GK           | 1  | Eddie Hopkinson   |  |
| RB           | 2  | Roy Hartle        |  |
| LB           | 3  | Tommy Banks       |  |
| RH           | 4  | Derek Hennin      |  |
| CH           | 5  | John Higgins      |  |
| LH           | 6  | Bryan Edwards     |  |
| OR           | 7  | Brian Birch       |  |
| IR           | 8  | Dennis Stevens    |  |
| CF           | 9  | Nat Lofthouse (c) |  |
| IL           | 10 | Ray Parry         |  |
| OL           | 11 | Doug Holden       |  |
| Menedzser:   |    |                   |  |
| Bill Ridding |    |                   |  |

|              |    |                  |  |
|              |    |                  |  |
| GK           | 1  | Harry Gregg      |  |
| RB           | 2  | Bill Foulkes (c) |  |
| LB           | 3  | Ian Greaves      |  |
| RH           | 4  | Freddie Goodwin  |  |
| CH           | 5  | Ron Cope         |  |
| LH           | 6  | Stan Crowther    |  |
| OR           | 7  | Alex Dawson      |  |
| IR           | 8  | Ernie Taylor     |  |
| CF           | 9  | Bobby Charlton   |  |
| IL           | 10 | Dennis Viollet   |  |
| OL           | 11 | Colin Webster    |  |
| Menedzser:   |    |                  |  |
| Jimmy Murphy |    |                  |  |